# Lara Tiefenthaler
Lara Tiefenthaler (Korneuburg, 28 de septiembre de 1999) es una deportista austríaca que compite en remo. Ganó una medalla de oro en el Campeonato Europeo de Remo de 2025, en la prueba de scull individual ligero.

## Palmarés internacional
| Campeonato Europeo | Campeonato Europeo | Campeonato Europeo | Campeonato Europeo      |
| Año                | Lugar              | Medalla            | Prueba                  |
| ------------------ | ------------------ | ------------------ | ----------------------- |
| 2025               | Plovdiv (Bulgaria) | Medalla de oro     | Scull individual ligero |